# Grande Loge mixte universelle
La Grande Loge mixte universelle (GLMU) est une obédience maçonnique, issue de la scission d'avec la Fédération française du « Droit humain ». Déjà en 1913, une première tentative avait eu lieu, par la création de la Grande Loge mixte symbolique sous le même motif : la trop grande importance du Suprême Conseil universel mixte « le Droit humain » sur le fonctionnement de l'obédience. 

## Création
Créée en février 1973, par trois loges du Droit humain, elle prendra comme première appellation « Grande Loge mixte universelle-Droit humain-Tradition ». Le Grand Orient de France lui délivrera une patente du Rite français le 10 octobre 1975. Les deux premiers grands maîtres seront Éliane Brault  et Raymond Jalu (1974-1978). Ils sont considérés comme les fondateurs de la Grande Loge mixte universelle.

## Fonctionnement
Elle forme une fédération de loges constituées en loges bleues (trois premiers degrés). Celles-ci travaillent pour la plupart au Rite français, d'autres au Rite écossais ancien et accepté (REAA). En 1979, la GLMU adopte sa constitution, très proche de celle du Grand Orient de France.
En 1995, le convent de l'obédience affirme sa spécificité à l'occasion d'une motion, votée à l'unanimité, prônant une franc-maçonnerie républicaine, mixte et de proximité dont la devise Liberté, Égalité, Fraternité se complète de solidarité et s'intègre dans un principe fédérateur la Laïcité, entendue comme le refus de tout dogmatisme. Cette définition caractérise toujours cette obédience. Ses spécificités s'affirment à nouveau lors de ses convents successifs articulés sur des thèmes majeurs concernant la mixité, la laïcité, la démocratie interne, l’égalité de tous ses membres et l'indépendance totale de l'obédience vis-à-vis des ateliers de perfectionnement qui se sont constitués en une obédience différente. En novembre 2002, trois ans avant la célébration du centenaire de la promulgation de la loi de séparation des Églises et de l'État, la GLMU préconise que le 9 décembre devienne une Journée nationale de la laïcité.

## Scission
En 1982 une scission de quelques loges travaillant plus dans le spiritualisme que dans les orientations progressives prises par la GLMU depuis 1979 donne naissance à la Grande Loge mixte de France.

## Liste des dirigeants
La GLMU est dirigé par un grand-maître depuis sa création.
- Éliane Brault (1973-1974)
- Raymond Jalu (1974 à 1978)
- Christiane Duvignau(1978 à 1980)
- Christian Boulmier  (1980 à 1982)
- Maurice Fischer  (1982 à 1984) (1/3)
- Michel Janvier (1984 à 1986)
- Jocelyne Caron  (1986 à 1987)
- Maurice Fischer (1987 à 1989) (2/3)
- Madeleine Corteggiani (1989 à 1991)
- Marcelle Chappert (1991 à 1992)
- Michèle Cherpillod (1992 à 1994)
- Maurice Fischer  (1994 à 1997) (3/3)
- Marie-Claude Chazette (1997 à 2000)
- Eddie Muller (2000 à 2001) (1/2)
- Anne-Marie Dickele (2001 à 2004)
- Michel Miaille (2004 à 2006)
- Michèle Baron (2006 et 2007)
- Guy Roman (2007 et 2008) (1/2)
- Eddie Muller (2008 à 2010) (2/2)
- Guy Roman(2010 à 2013) (2/2)
- Pierre Leboullenger (2013 à 2015)
- Alain Tirard (2015 à 2017)
- Patricia Rossignol (2017 à 2019)
- Roland Bosdeveix (2019 à  2020)
- Jacques Malateste (2020 à 2021)
- Bernard Dekoker-Suarez (2021 à )